# Mladen Lorković
Mladen Lorković (1. března 1909 – duben 1945) byl chorvatský politik a právník, který se stal vysokým ustašovským členem a sloužil jako ministr zahraničí a ministr vnitra Nezávislého státu Chorvatsko (NDH ) během druhé světové války. Vedl spiknutí Lorković-Vokić - pokus o vytvoření koaliční vlády mezi Ustašovci a Chorvatskou rolnickou stranou a sladění Nezávislého státu Chorvatsko se spojenci.
Jako student vstoupil do Chorvatské strany práv, ale jako disident v Království Jugoslávie ze země uprchl, aby se vyhnul zatčení, a nakonec se usadil v Německu, kde získal doktorát práv na univerzitě v Berlíně. V roce 1934 vstoupil k Ustašovcům a stal se blízkým spolupracovníkem Ante Paveliće. Ačkoli byl zpočátku velitelem všech Ustašovců v Německu, kde hledal podporu při vytváření a ochraně chorvatského státu, později se stal vůdcem všech Ustašů mimo Itálii. Brzy po založení NDH byl jmenován ministrem zahraničí a důrazně se postavil proti italskému vlivu na stát. Poté, co byl v roce 1943 popraven šéf jeho kabinetu Ivo Kolak za pašování zlata, byl Lorković odvolán z funkce, ale později byl jmenován ministrem vnitra. Jako ministr vnitra jednal s Chorvatskou rolnickou stranou (HSS) v naději na vytvoření koaliční vlády. Vedl také tajná jednání se zástupci HSS, kde navrhl, aby se NDH připojilo ke spojencům proti Německu. Ačkoli měl zřejmě podporu Paveliće, byl s jeho kohortou brzy zatčen jako spiklenec proti státu. Po období ve vazbě byli na konci dubna 1945 popraveni spolu s Ante Vokićem.